# 何英傑
何英傑（1911年6月8日—2000年1月21日），上海浦東出生，人稱「何伯」，香港煙草有限公司創辦人及前董事長，他生前曾創辦慈善基金會，參與慈善事務。

## 生平
- 1925年，何英傑進入家族的印刷廠當學徒。
- 1929年，與蔣素貞（1905或1906-1980）結婚，與妻子育有何關根、何琴珍等一子四女。
- 1931年，創辦上海新亞印刷廠，抗日戰爭期間仍然繼續經營，加上紙價上升令他賺到第一桶金。
- 1942年，他認為煙草業可發展，便在上海創辦香煙廠，並創立香煙品牌「高樂」行銷。
- 1950年成立香港煙草有限公司，代理萬寶路等受歡迎香煙品牌，業務隨著香港經濟起飛而不斷發展，後期何英傑又接觸金融投資。
- 1983年，何英傑創辦「良友慈善基金會」，積極參與慈善事務。
- 1990年代，何伯開始將其業務交棒予其長孫何柱國，自己則過著深居簡出的生活。
- 1991年華東水災，他曾捐款一億港元予災民。
- 1994年更成立何英傑基金會有限公司，捐出金額數以億元計，主要幫助香港普羅大眾及國内同胞，何伯捐助大量金錢，但卻從不求名，亦不會出任慈善機構的主席等職務，他會每年定期向東華三院捐款。
- 1996年，香港煙草將萬寶路等多隻香煙的代理權，及良友香港產銷權，轉售予美國菲利普莫里斯。
- 1997年，以Gainluck公司的名義購入置地公司5-6%股權。
- 退休後，他一直隱居於北角香港煙草公司總部頂樓，至2000年病逝前為止[5]。
- 2001年其長女何琴珍，疑因病厭世跳樓自殺身亡[6][7]。其次孫何定國1985年移民加拿大後，開始投資包括高爾夫球場、名牌車代理、飲料及食品生意。2002年更開始經營國龍航空[8]。

## 資料來源
1. ↑   (PDF). 上海: 龍文書店編輯部. 1945: 65  [2025-01-19]. （原始内容存档 (PDF)于2025-01-21）.
2. ↑  蔣素貞訃聞. 華僑日報. 1980-05-01. 第三張第二頁.
3. ↑  2000-1-22 文匯報 何伯簡歷 2009-09-30 明報 何定國家族圖
4. ↑  .   [2010-01-23]. （原始内容存档于2006-06-18）.
5. ↑  .   [2020-12-17]. （原始内容存档于2019-05-16）.
6. ↑  .   [2010-01-23]. （原始内容存档于2020-02-03）.
7. ↑  .   [2010-01-23]. （原始内容存档于2020-02-03）.
8. ↑  .   [2010-01-23]. （原始内容存档于2008-05-01）.

## 外部連結
- 憶香港神秘善長何伯 （页面存档备份，存于）